# Halve Maen (1609)

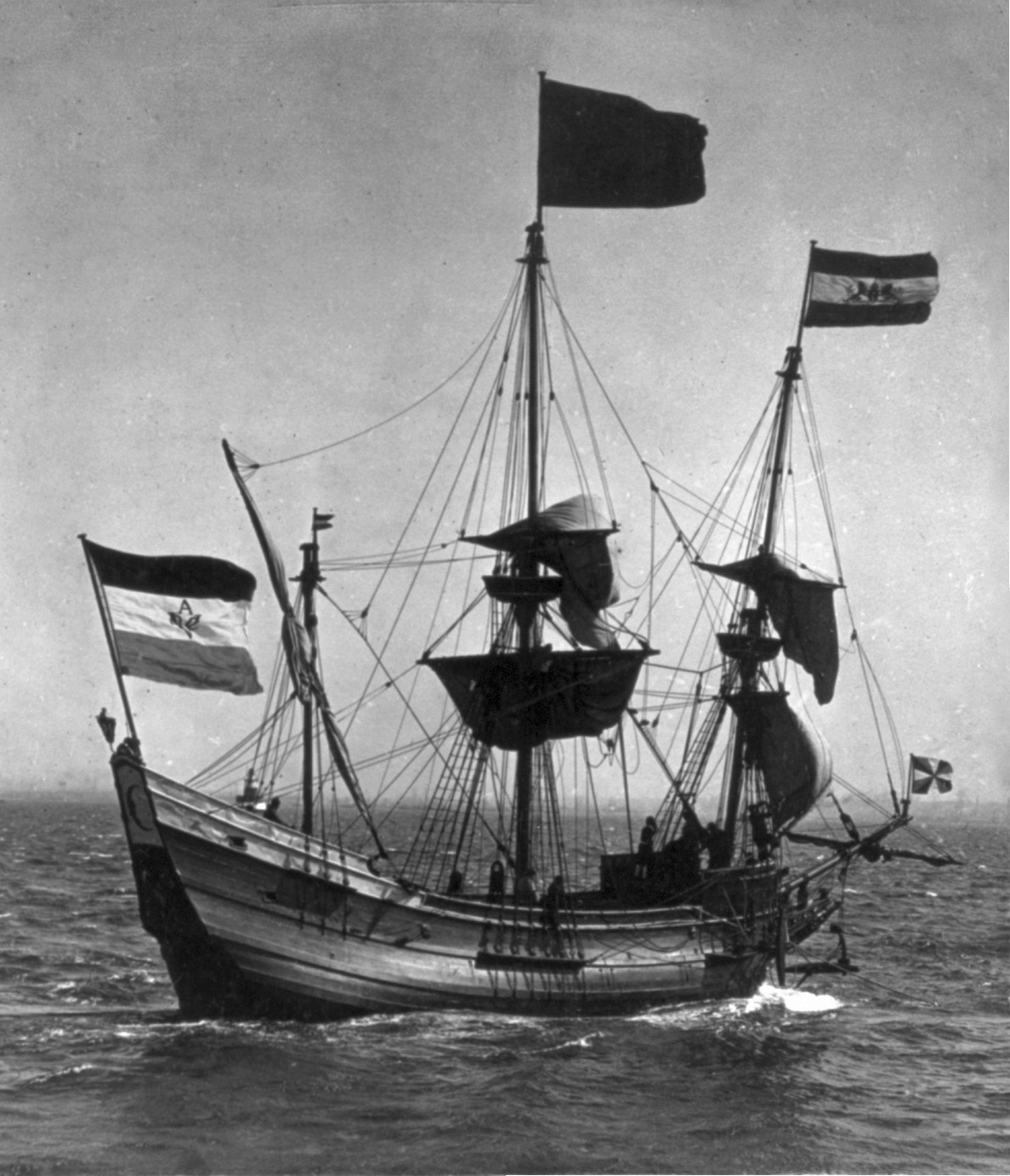
Pierwsza replika „Halve Maen”, 1909

Halve Maen (z niderl. „półksiężyc”) – 3-masztowy jacht, okręt żeglarza i odkrywcy Henry'ego Hudsona.

## Historia okrętu
Okręt zbudowano w 1608 w Amsterdamie na zamówienie Izby Amsterdamskiej, a w następnym roku wszedł do służby w Holenderskiej Kompanii Wschodnioindyjskiej. Okręt był używany przez Henry'ego Hudsona w czasie jego rejsu z Holandii do Ameryki Północnej w 1609 roku oraz podczas poszukiwania przejścia północno-zachodniego do Azji. Wyprawa badawcza nie udała się, statek został uwięziony przez zamarznięte wody, a załoga groziła buntem. Hudson powziął więc decyzję o powrocie, dalej statek pływał wzdłuż wschodnich wybrzeży Ameryki Północnej. Jednakowoż okręt sprawdził się w podróży wykazując dużą dzielność i zyskał miano jednego z najlepszych okrętów eksploracyjnych. Okręt pływał pod banderą Kompanii do końca 1618, kiedy to spalił się w porcie Batavia w Indonezji.

## Współczesne repliki
Pierwsza współczesna replika „Halve Maen” powstała w 1909 roku w Holandii, druga w 1989 roku. Jest ona udostępniona do zwiedzania w Muzeum Nowych Niderlandów (ang. New Netherland Museum) w Albany.